# Lijst van spelers van Helmond Sport
Dit is een lijst van voetballers die minimaal één officiële wedstrijd hebben gespeeld in het eerste elftal van de Nederlandse betaaldvoetbalclub Helmond Sport of Helmondia '55.

## A
- Kevin Aben (2024−heden)
- Amir Absalem (2024−heden)
- Petar Ađanski (1982−1983)
- Kristof Aelbrecht (2002−2004)
- Berry van Aerle (1994−1995)
- Peter Alkemade (1982−1983)
- Jeffrey Altheer (2009−2012)
- Yunus Altunel (1998−2001)
- Nassim Amaarouk (2017)
- Joseph Amuzu (2023−2024)
- Bruno Andrade (2009−2011)
- Jean-Pierre Andries (1983−1984)
- Berry Arends (1989−1991)
- Jafar Arias (2022−2023)
- Deniz Aslan (2010−2011)

## B
- Benjamin Bahtiri (2011−2012)
- Winston Bakboord (1998−2000)
- Danny van Bakel (2002−2005)
- Martijn Barto (2006−2007)
- Aaron Bastiaans (2021−2022)
- Jos Bax (1972−1975)
- Thomas Beekman (2022)
- Tonnie Beekmans (1968−1981)
- Hendrik van Beelen (2002−2003)
- Kevin Begois (2006−2007)
- Khalid Benlahsen (1995−1997)
- Max Bereklauw (1978−1980)
- Wim van den Berk (1967−1975)
- Gerrie van Berlo (1967−1973 & 1980−1981)
- Tom Beugelsdijk (2022−2023)
- Maxime De Bie (2020−2022)
- Sam Bisselink (2024−heden)
- Aleksandar Bjelica (2015−2016)
- Ricky Bochem (2004−2007)
- Jelle De Bock (2008−2009)
- Marcel Boelaars (1990−1992)
- Pascal Boer (1996−1999)
- Marius Boerenkamps (1967−1970)
- Wil Boessen (1997−1999)
- Vincent Bogaerts (2015−2016)
- Paul van Bokhoven (1985−1986)
- Len van den Boogaard (1967−1970)
- Theo van den Boogaard (1986−1989)
- Max de Boom (2017)
- Gaétan Bosiers (2020−2023)
- Kelvin Bossman (2011)
- Nabil Bouchlal (1996−1998)
- Jason Bourdouxhe (2016−2018)
- Ruud Bovee (1996−1999)
- Dylan de Braal (2017−2019)
- Robert Braber (2005−2006 & 2016−2018)
- Geert Braem (1989−1991 & 1996−1997)
- Eddy Brandes
- Rob van Bree (2001−2002)
- Thijs van Bree (1987−1988)
- Nico van Breemen (1983−1987)
- Karim Bridji (2005−2006 & 2012−2014)
- Joey Brock (2013−2014)
- Rob van den Broek (2002−2003)
- Davy Brouwers (2012−2014)
- Ilias Breugelmans (2021−2022)
- Seppe Brulmans (2016−2017)
- Bodi Brusselers (2018−2020)
- Kevin Bukusu (2021−2022)
- Roel Buikema (1999−2001)
- Job Bulters (2012−2013)
- Louis Burhenne (1971−1973 & 1975−1976)
- Peter Burhenne (1976−1977)
- Roland van Bussel (1992−1993)
- Pierre Butela (2007)
- Maurice Buys (2005−2007)

## C
- Sandro Calabro (2005−2007)
- Mario Captein (1993−1995)
- Yrius Carboni (2007)
- Berk Çetin (2020−2021)
- Michael Chacón (2022−2024)
- Loek Chatrou (1967−1971)
- Youssef Chida (2004−2010)
- Eugene Constansia (1987−1988)
- Louis Coolen (1974−1980)
- Peter Coolen
- Willy Coolen (1974−1975)
- Peter Coort (1988−1990)
- Peter Corbijn (1982−1984)
- Pascal van Corstanje (1987−1988)
- Dirk Cortenbach
- Yannick Cortie (2015−2016)
- Robert Cox (1980−1985)
- Erwin Cramer (1980−1984)
- Gabriël Çulhacı (2022−2024)
- Carl Cummings (1975−1977)
- Theo Custers (1981)

## D
- Henk Daelmans (1967−1971)
- Nick van Dalen (1988−1990)
- Grad Damen (2017−2018)
- Lennerd Daneels (2024−heden)
- Ronald Dassen (1998−2004)
- Dylan Dassy (2022)
- Jeremias Carlos David (2011−2014)
- Lucas Defise (2022)
- Sem Dekkers (2025)
- Gerard Delauw (−1980)
- Teije ten Den (2016−2017)
- Dirk Jan Derksen (2008−2009)
- Erik van Dijk (2000−2003)
- Mark van Dijk (2000−2008)
- Sergio van Dijk (2002−2005)
- Gerrie Dijkstra (1982−1984)
- Ivar van Dinteren (2002−2003 & 2006−2008)
- Oumar Diouck (2014−2015)
- Alen Dizdarević (2024−heden)
- Jossue Dolet (2021−2022)
- Fred Donkers (1988−1990)
- Mohammed Amin Doudah (2023−heden)
- Marciano Duda (2014−2015)
- Rein van Duijnhoven (1987−1988 & 1990−1994)
- Wim van Duijnhoven (1967−1970)
- Lance Duijvestijn (2020−2021)
- Chris van den Dungen (1989−1991)
- Orhan Džepar (2019–2021)

## E
- Arjan Ebbinge (2003)
- Jack Edelbloedt (1980−1985)
- Steven Edwards (2015−2019)
- Jan van Eijk (1967−1969)
- Tom Eijkemans (1988−1990)
- Yaël Eisden (2017)
- Driss El Akchaoui (2006−2007)
- Mounir El Allouchi (2015−2016)
- Khalid El Arnouki (2024−heden)
- Stanley Elbers (2013−2015)
- Juul Ellerman (1999−2002)
- Peter van den Elzen (1974−1978)
- Johan Ermens (1989−1990)
- Dennis van Es (1997−2005)
- Etiënne Esajas (2010−2011)
- Tarik Essakkati (2022−heden)
- Wassim Essanoussi (2022−2023)
- Maurice van Ettro (1988−1989)
- Brenny Evers (2000−2001)
- Remco Evers (1995−2001)
- Flor Van den Eynden (2022−heden)

## F
- Edo Farneubun (1968–1974)
- Samir Fazli (2013)
- Maiky Fecunda (2012−2019)
- Maickel Ferrier (2003−2004)
- Giannis Fivos Botos (2023−2024)
- Isi Fondon (1987−1988)
- Paul Fosu-Mensah (2021−2022)
- Pim Francke (2012−2013)
- Hennie Fransen
- Remco Frijters (2001−2002)

## G
- Jordan van der Gaag (2018−2019)
- Wensley Garden (1990−1994)
- Qendrim Gashi (2011−2012)
- Stijn van Gassel (2015−2021)
- Arne van Geffen (2012−2015)
- Dylan George (2019)
- Jan van Gestel (1984–1986)
- Niels Gerestein (1994−1995)
- Dennis Gerritsen (1995−1997)
- Joris van Gerwen (2016−2018)
- Henk Geubbels (1976−1979)
- Patrick Geurts (1992−1993)
- Peter Geurts (1992−1993)
- Mart van de Gevel (2007−2010)
- Leon Gijsbers (1992−1993)
- Richard van Gils (2000−2002)
- Joey Godee (2016−2017)
- Gerrie de Goede (1976−1977)
- Théo Golliard (2024−2025)
- Kevin Gomez Nieto (2014−2015)
- Colin van Gool (2013−2016)
- Jelle Goselink (2020−2023)
- Žarko Grabovac (2011−2013)
- Garry De Graef (1995−1996)
- Jan Groeneweg (1985)
- Guillano Grot (2007−2009)
- John Gruyters (1983−1984)
- Daniel Guijo-Velasco (2008−2015)
- Maicon Gustavo (2006−2007)
- Chris Guthrie (1985−1986)
- Emrullah Güvenç (2011−2013)

## H
- Wim de Haan (1973−1975)
- Philipp Haastrup (2010−2012)
- Joost Habraken (2006−2011)
- Robbie Haemhouts (2010−2011)
- Redouane Halhal (2024−2025)
- Shpend Hasani (2016−2017)
- Stevie Hattu (2012−2013)
- Mike Havekotte (2021−2023)
- Joost van Heck (2015−2016)
- Kai Heerings (2016)
- Ron Heesakkers (2002−2003)
- Roy Heesen (2013)
- Dennis Heijkamp (1995−1996)
- John Heijster (1984−1986 & 1990−1993)
- Raoul Henar (2000−2002)
- Tom Hendriks (2024−heden)
- Tomas Hendriks (2009)
- Roy Hendriksen (2002−2005 & 2006−2007)
- Jessy Hendrikx (2020−2022)
- Michel Hendrikx (1967−1971)
- Léon Hese (2003−2006)
- Marijn van Heugten (2015−2018)
- Thijs Heus (2008)
- Peter van den Heuvel (1968−1976)
- Ronald Hikspoors (2008−2009)
- Axl Van Himbeeck (2024−2025)
- Marc van Hintum (1987−1988)
- Giovanni Hiwat (2016−2018)
- Patrick Hobbelen (2001−2007)
- Mark Höcher (2007−2011 & 2016−2017)
- Jochem van der Hoeven (2003−2004)
- Peter Hofstede (1997−1999)
- Garry Hogan (1975−1976)
- Piet Hogenhout (1984−1985)
- Antoon Honings (1967−1977)
- Johan van der Hooft (1982−1984)
- Alec Van Hoorenbeeck (2020−2021)
- Dion van Horne (2018−2019)
- Olivier ter Horst (2012−2013)
- Ted van der Horst (1987−1990)
- Jules Houttequiet (2021−2022)
- Edwin van Houts (1998−1999)
- Bryan Van Hove (2021−heden)
- Anthony van den Hurk (2023−heden)
- Lars Hutten (2014−2015)
- Rob Hutting (1983−1984)

## I
- Daan Ibrahim (2017−2019)
- Helgi Fróði Ingason (2024−heden)

## J
- René Jansen (1984−1988)
- Coen Jansen (2009−2010)
- Noël Jansen (2008)
- Ruud Jansen (2006−2010)
- Mark Janssen (2013−2014)
- Ron Janzen (2016−2019)
- Marcel de Jong (2004−2006)
- Thomas de Jong (2008)
- Guus Joppen (2007−2012 & 2019–2021)
- Marcio Junqueira (2007−2009)
- Gillian Justiana (2011−2017)

## K
- Martijn Kaars (2022−2024)
- Rob van der Kaay (1988−1989)
- Nico Kanon (1976−1978)
- Leon Kantelberg (1997−1998 & 2001−2003)
- Ricky Kantelberg (1998−1999)
- Sergio Kawarmala (2006−2007)
- Ferhat Kaya (2016−2017)
- Charles Kazlauskas (2009−2015)
- Arno Van Keilegom (2020−2024)
- Eric Keizers (1984−1990)
- Peter Kemper (1975−1976)
- Ralf Kemper (2015)
- Gyrano Kerk (2015−2016)
- Gerard van de Kerkhof (1968−1973)
- Raymond van de Kerkhof (1993−1994)
- René van de Kerkhof (1985−1988)
- Sven van de Kerkhof (2013−2016)
- Roland van der Kerkhof (1992−1993)
- Hans van de Kimmenade (1968–1971)
- André Klaassen (1979−1984)
- Toon Klaassen (1968–1972)
- Erik van Kilsdonk (1988−1990)
- Anno de Kleine (1980−1981)
- Daan Klomp (2019–2020)
- Kjell Knops (2018−2019)
- Serhat Koç (2013−2014)
- Len Koeman (2009−2010)
- Raymond Koenraadt (1991−1993)
- Robert van Koesveld (2016−2018)
- Brian Koglin (2025−heden)
- Ties Konings (2001−2002)
- Jeffrey Kooistra (1997−1999)
- Dean Koolhof (2018−2020)
- Marc Koot (2013−2016)
- Rowen Koot (2020−2021)
- Murat Korkmaz (2004−2005)
- Wim Kornuyt (1969–1973)
- Marc Korsten (1990–1992)
- Beryl de Kort (1988–1989)
- Raymond Korteknie (1976–1978)
- Sebastian Kosiorowski (2013−2014)
- Youssef Koubali (2010−2012)
- David Koulengani (1997−1999)
- Johan Kox (1998−2002)
- Hans Kraay jr. (1986−1988)
- Pius Krätschmer (2023−2024)
- Patrick Kraus (1989−1993)
- Bertran Kreekels (1986−1990 & 1993−1994 & 1997−1998)
- Lambert Kreekels (1967−1970 & 1972−1974 & 1978−1980)
- Mees Kreekels (2023−2024)
- Ayden Kuijpers (2011−2013)
- Mark Kuijpers (2013−2014)
- Loed Kuijten (2012−2013)

## L
- Toine van de Laar (1983–1986)
- Marco de Laat (1993−1994)
- Jos Lacroix (1979−1984)
- Paolo Lallo (1986−1987)
- Sidney Lammens (2007−2009)
- Gregory Lammers (2011−2014)
- Rob Landsbergen (1988−1990)
- Jellert Van Landschoot (2021–2022)
- Joris van Lanen (1996−1997)
- Wietse van Lankveld (2016−2018)
- Marc Latupeirissa (1996−1997)
- Ilja van Leerdam (1999−2001 & 2007−2011)
- Patrick van Leeuwen (1994−1996)
- Sjaak Lettinga (2007−2011)
- Amos Letwory (2006−2007)
- Henk van Leunen (1961−1962)
- Evgeniy Levchenko (1997−1998)
- Elmo Lieftink (2022−2024)
- Tijn van Lier (1970–1973)
- Leo van der Linden (1969–1972)
- Roland van de Linden (1993−1994)
- Jop van der Linden (2010−2012)
- Edwin Linssen (2003−2004)
- Bob Lindhout (1988 & 1989−1991)
- Christ van Lint (1969−1974)
- Jarno Lion (2021−2023)
- Ronnie van Lith (1989−1990)
- Joost van Litsenburg (1991−1992)
- Keyennu Lont (2021−2022)
- Håkon Lorentzen (2022−2024)
- Karim Loukili (2020−2021)
- Nick de Louw (2016−2020)
- Harry Lubse (1981−1984)
- Andreas Luckermans (2014)
- Michel Ludwig (2023−heden)
- Pierre Luyben (1974−1980)

## M
- Ferry Maas (1996−1997)
- Vojtěch Machek (2010−2011)
- Eros Maddy (2022−2023)
- Luuk Maes (1994−1995)
- Mario Maes (1995−1996)
- John Maisano (2000)
- Mohamed Mallahi (2023−heden)
- Mike Mampuya (2007 & 2009−2010)
- Davy Manders (1998−1999)
- Jos Manders (1969–1974 & 1975–1977)
- Roy Manders (2001−2002)
- Robin Mantel (2020−2024)
- Álvaro Marín (2023−2024)
- Gévero Markiet (2015−2017)
- Didier Martel (2004)
- Henny Martens (1968−1971)
- Jan Martens (1990−1996)
- Piet Maturbongs (1967−1973)
- Robin van der Meer (2021−2023)
- Arie Meeuwsen (1967−1975)
- Hans Meeuwsen (1982−1990 & 1993−1997)
- Wim van der Meijden (1983−1990)
- Bart Meijers (2018−2019)
- Gerrie van Melis (1967−1979)
- Hilmi Mihci (2007−2008)
- Petar Milovanović (1972–1974)
- David Mistrafović (2022−2023)
- Kevin Moeliker (2002−2003)
- Mark Moen (1995−1997)
- Jeroen Mommers (1991−1993)
- Ricardo Moniz (1992−1993)
- Wim Moorman (1986−1989)
- Karim Mossaoui (2012−2013)
- Ibad Muhamadu (2010−2011)
- Robert Mutzers (2019–2020)
- Albian Muzaqi (2018−2019)

## N
- Arne Naudts (2017−2019)
- Marcel Neggers (1997−1998)
- Toon Nelemans (1983−1986)
- Jeffrey Neral (2019–2020)
- Dave Nieskens (2013−2015)
- John Nieuwenburg (2006−2008)
- Leon van Nieuwkerk (1999−2000)
- Georgios Niklitsiotis (2011−2012)
- Amoros Nshimirimana (2022)
- Jeffrey van Nuland (2012−2013 & 2014−2016)
- Marc Nygaard (2011−2012)

## O
- Micky Oestreich (1994−1995)
- Justin Ogenia (2024−heden)
- Peter van Ooijen (2022−2024)
- Joop Oomens (1968–1970)
- Rob Oomens (2002−2004)
- Koen Ooms (2000−2001)
- Jeroen van Oosterhout (2002−2003)
- Brandon Ormonde-Ottewill (2017−2018)
- Dave Osei (2006–2007)
- Enrik Ostrc (2023−heden)

## P
- René Paardekooper (2005−2010)
- Tobias Pachonik (2024−heden)
- Henk Peeters (1967−1970)
- Luuk Peeters (2012−2013)
- Marcel Peters (1993−1995)
- Patrick Philippart (2008−2010)
- Rob Philippen (1986−1988)
- Roy Pistoor (2011−2012)
- Georgios Pitharoulis (2011−2012)
- Bram Poell (2008−2010)
- Joeri Poelmans (2018−2020)
- Richard Pors (1992−1993)
- Co Prins (1972−1974)
- Jan-Willem van der Putten (2007−2008)
- Tiny van der Putten (1967−1977)

## Q
- Bernard Quainoo (2006−2007)
- Erik Quekel (2011−2013)

## R
- Jacques von Ranzow (1974−1977)
- Esad Razić (2004−2007)
- Ferry de Regt (2013−2015 & 2019-2020)
- Boyd Reith (2020−2022)
- Jordan Remacle (2007−2008)
- Jan Renders (1968−1971)
- Rik Renirie (2009)
- Tim Rerimassie (2014−2017)
- Juul Respen (2018−2021)
- Carlo de Reuver (2015−2016)
- Hans Ribberink (1974−1984)
- Wim Rijsbergen (1983−1984)
- Jan van de Rijt (1969–1971)
- Joël Roeffen (2020−2021)
- Bruno David Roma (2007−2009)
- Ralph Romankiewicz (1995−1996)
- Frans Roosen (1983−1984)
- John Roox (1997−2001)
- Willy Roumans (1992−1993)
- Wim de Roy
- Maarten de Ruijter (1991−1992)

## S
- Roel van de Sande (2014−2016)
- Edwin Saris (1991−1992)
- Arno Schaap (2001−2003)
- Henry Schaefer (1997−1998)
- Stefan Scheepens (1998−2000)
- Theo Scheepers (1971−1974)
- Anton Scheutjens (1989−1991 & 2006)
- Olaf van Schijndel (1996−1998)
- Peter Schilder
- Piet Schilders
- Thomas Schilders (2015−2016)
- Bert Schippers (1993−1995)
- Roel Schirra (2006−2008)
- Rob Schluter (1988−1989)
- Doke Schmidt (2023−2024)
- Peter Schmitz (1991−1992)
- Remco Schol (1993−1996)
- Marcus Scholten (2022−2023)
- Jonas Scholz (2024−heden)
- Bobby Schoonens (1996−1997)
- Dick Schreuder (1998−1999)
- Joeri Schroijen (2023−2024)
- Dennis Schulp (2004)
- Ger Schuman (1989−1996)
- Stefan Scrayen (1991−1992)
- Hans Seijkens (1992−1993)
- Björn Sengier (2011−2012)
- Bennie Senkeldam (1987–1988)
- Juanito Sequeira (2011−2015)
- Dylan Seys (2021−2022)
- Joas Siahaija (2009)
- Mees Siers (2012−2014)
- Edward Sijahailatua (1993−1997)
- Theo Simons (1969–1971)
- Dario Šits (2024−2025)
- Rob van der Sluijs (2009−2010)
- Dean van der Sluys (2020−2022)
- Orlando Smeekes (2005−2007)
- Jorg Smeets (2000−2001)
- Jos Smits
- Patrick Smulders (1996−1997)
- Diego Snepvangers (2018−2020)
- Harry Snijders (1978−1979)
- Eddy Sobczak (1981−1983)
- Ton Soffers (1986)
- Ruud Somers
- Frans Spoormakers
- Richelor Sprangers (2018−2019)
- Sebastian Stachnik (2011−2013)
- Jeff Stans (2019–2021)
- Harry van der Steen (1972–1979)
- Jeffrey van der Steen (1996−1998)
- Wouter van der Steen (2010−2016, 2023−heden)
- John Stegeman (1996−1997)
- Ovidiu Stîngă (2004−2005)
- Erik Stock (1999−2003)
- Huub Stokmans (1983−1988)
- Michael Stormer (1996−1999)
- Jurgen Streppel (1990-1992 & 1997−2005)
- Hans Strijbosch (1979−1984)
- Remond Strijbosch (1998−2012)
- Sam Strijbosch (2014−2018)
- Hesdey Suart (2007−2009)
- Rick Swart (1989−1992)
- Peter Swinkels (1989−1990)
- Tino Swinkels (1992−1995)
- Tibeau Swinnen (2018−2020)

## T
- Jerry Taihuttu (1992−1996 & 1999)
- Kenny Teijsse (2014)
- Emir Terzi (2022−2023)
- Tjapko Teuben (1984−1989)
- Dani Theunissen (2020−2021)
- Richard Theunissen (1983−1985)
- Jordy Thomassen (2016−2018 & 2020−2021)
- Rachid Tibari (2003−2004)
- Stefan Tielemans (2016−2020)
- Erik van Tilburg (1988−1989)
- Kees van Tilburg (1991−1992)
- René van Tilburg (1983−1988)
- Ronnie van Tilburg (1995−1997)
- Lambert Timmers (1967−?)
- Peter Tinus
- Remco Torken (2001−2002)
- Ivan Tsvetkov (2004−2005)
- Fachry Tuasamu (1998−2000)
- Jack Tuijp (2014−2015)
- Freddy Tomasoa (1981-1983)

## U
- Peter Uneken (2007−2009)

## V
- Glenn Vakkers (1998−1999)
- Mark Valentijn (1993−1995)
- Stijn Vangeffelen (2005−2007)
- Lucas Vankerkhoven (2023−2024)
- Miroslav Vardić (1973−1978)
- Jan van der Veen (1984−1985)
- Kevin van Veen (2010−2011)
- Harrie ter Veer (1979−1981)
- Pepijn Veerman (2011−2013)
- Jan van Veghel (1967−1969)
- Odysseus Velanas (2019)
- Peter van Veldhoven (1977−1981)
- Jeroen Veldmate (2009−2010)
- Mark Veldmate (2009−2011)
- Erik van der Ven (2004−2007)
- Henny van de Ven (1972−1982)
- Rob Verbaarschot (2001−2005)
- Frans Verbeek (1992−1993)
- Rick Verbeek (2009−2010)
- Aart Verberne (2011−2014)
- Maurice Verberne (1989−1994 & 1995−1996)
- Jan Verbong (1977−1978)
- Huub Vercoulen (1977−1978)
- Erwin Vereijken (1987−1993)
- Sander Vereijken (2019–2022)
- Dominik Vergoossen (1996−1998)
- Jeroen Verkennis (2016−2020)
- Maikel Verkoelen (2016−2018 & 2019)
- Anton Verlijsdonk (1976−1977)
- Nick Verlijsdonk (2006−2007)
- Otto Versfeld (1979−1984)
- John Versleeuwen (1990−1991)
- Charlton Vicento (2015−2018)
- Hans Vincent (1982−1986 & 1994−1999)
- Kevin Visser (2013−2016)
- Leon Vlemmings (1987−1988)
- Bram van Vlerken (2022−2024)
- Daniël Voigt (2000−2006)
- Joost Volmer (1996)
- George Voorjans (1967−1973)
- Kay van de Vorst (2019–2021)
- Carlo Vorstenbosch (1994−1995)
- John Vos (2006−2007)
- Johan Voskamp (2009−2010)
- Niels Vreven (2000−2001)
- Ambro de Vries (1990−1994)
- Pieter de Vries (1990−1994)
- Anton Vriesde (2004−2005)
- Roland Vroomans (1999−2001)

## W
- Jasper Waalkens (2011)
- Harald Wapenaar (1994−1997)
- Stephen Warmolts (2015−2018)
- Eric van de Wassenberg (1970−1979)
- Jamie Watt (2013−2016 & 2017−2019)
- Nyron Wau (2003−2005 & 2009)
- Perry van Weert (1984–1986)
- Frank Weijers (1989−1993 & 1999−2001)
- Vincent Weijl (2010)
- Carlo Welten (1991−1993)
- Givan Werkhoven (2019–2020)
- Ad de Wert (1974−1984)
- Koen Wesdorp (2018−2019)
- Robert van Westerop (2007−2011)
- Farley Westphal (1989)
- Koen Weuts (2013−2015)
- Reinold Wiedemeijer (1988−1989)
- Joe Wijnen (1990−1991)
- Pieter Willemse (1977−1982)
- Lindsay Wilson (2004−2005)
- Sjoerd Winkens (2009−2011)
- Fons van Wissen (1967−1969)
- John de Wolf (1998−2000)
- Jerrel Wolfgang (2005−2006)
- Ton Wouters (1977−1978)

## X
- Grad Xhofleer (1990−1993)

## Y
- Abdeloehap Yahia (2004−2007)
- Bouarfa Yahiaoui (1996−1999)

## Z
- Alexander Zegers (1999−2000)
- Mark Zegers (2001−2006)
- Furhgill Zeldenrust (2016−2019)
- Ned Zelić (2006−2007)
- Onesime Zimuangana (2024−heden)
- Robert-Jan Zoetmulder (1993−1995)
- Hein van der Zwaan (1998−2000)
- Bram Zwanen (2017−2020)
- Joep Zweegers (2010)